# Caso de la violación en Okinawa en 1995
El caso de la violación en Okinawa en 1995 tuvo lugar el 4 de septiembre de 1995, cuando tres militares de las Fuerzas Armadas de los Estados Unidos, el marine Marcus Gill y los marines Rodrico Harp y Kendrick Ledet, que estaban estacionados en Camp Hansen en Okinawa, alquilaron una furgoneta y secuestraron a una niña japonesa de 12 años. La golpearon, le taparon los ojos y la boca con cinta americana y le ataron las manos. Gill y Harp la violaron, mientras que Ledet dijo que solo simuló hacerlo por temor a Gill. El incidente avivó el debate sobre la presencia continuada de las fuerzas armadas de los Estados Unidos en Japón.
Los delincuentes fueron juzgados y condenados en un tribunal japonés bajo la legislación japonesa, en conformidad con el Acuerdo sobre el Estatus de las Tropas de Estados Unidos en Japón. Las familias de los acusados alegaron inicialmente que las autoridades japonesas los habían sometido a discriminación por ser afroestadounidenses y les sacaron confesiones forzadas, pero luego retiraron las alegaciones.

## Reacción
Tras darse a conocer el caso, estalló la indignación popular, especialmente sobre el Acuerdo sobre el Estatus de las Tropas de Estados Unidos en Japón (SOFA, en sus siglas en inglés), que concede a las tropas estadounidenses estacionadas en Japón cierto grado de extraterritorialidad (exención de la jurisdicción de la ley local). Aunque el delito se cometió fuera de una base militar estadounidense, Estados Unidos tomó inicialmente a los hombres bajo custodia el 6 de septiembre. Aunque circularon falsos rumores de que los sospechosos tenían libertad para deambular por la base y habían sido vistos comiendo hamburguesas, en realidad, fueron encerrados en un calabozo hasta que las autoridades japonesas los acusaron formalmente del delito.
A pesar de una petición inmediata de aplicación de la ley japonesa para la custodia y juicio de los acusados, estos solamente fueron entregados el 29 de septiembre, después de que Japón hubiera formalizado la acusación. Este retraso se produjo en conformidad con el Acuerdo sobre el Estatus de las Tropas, que establece: «La custodia de un miembro de las fuerzas armadas de los Estados Unidos sobre el que pese una acusación, o del componente civil sobre el que Japón tiene potestad de ejercicio de su jurisdicción podrá, si está en manos de los Estados Unidos, permanecer con los Estados Unidos hasta que sea formalmente acusado». Aunque el ejército condujo a los sospechosos a las dependencias policiales de Naha para ser interrogados, la provisión del SOFA y el retraso en la entrega de los sospechosos incrementó la indignación entre la población local y causó las manifestaciones antiamericanas más multitudinarias de Okinawa desde la firma del tratado en 1960.
Como consecuencia de las protestas sobre la jurisdicción, Estados Unidos hizo concesiones y acordó entregar a los sospechosos a las autoridades japonesas antes de una acusación formal si la severidad del presunto delito así lo justificaba. Este acuerdo se produjo en una reunión de emergencia entre el presidente estadounidense Bill Clinton y el primer ministro japonés Ryūtarō Hashimoto. La sociedad de Okinawa colocó un anuncio de página completa en el periódico The New York Times en que censuraba la violación y otros aspectos de las bases estadounidenses en Okinawa. En 1996, Estados Unidos y Japón firmaron un acuerdo bilateral para reducir la extensión de bases estadounidenses en Okinawa en un 21%; las Fuerzas Armadas estadounidenses habían llegado a ocupar el 19% de la isla.
El almirante de la Armada de Estados Unidos Richard C. Macke era el comandante del Comando del Pacífico de Estados Unidos cuando se produjo el caso de violación. En una conferencia de prensa en noviembre de 1995, dijo acerca de las acciones de los hombres: «Creo que fue absolutamente estúpido. He dicho varias veces: por el precio que pagaron para alquilar el vehículo [utilizado para cometer el delito], podían haber tenido una chica [prostituta]». Estos comentarios fueron tachados de faltos de sensibilidad, y Macke fue cesado y forzado a jubilarse anticipadamente. También fue degradado de almirante (cuatro estrellas) a contralmirante (dos estrellas), lo que redujo su pensión de 7384 a 5903 dólares al mes.

## Juicio
Gill se declaró culpable de violación. Los otros dos hombres se declararon culpables de conspiración. El juicio concluyó en marzo de 1996.
Los fiscales solicitaron la pena máxima para los acusados, 10 años a cada uno. Los jueces sentenciaron a Gill y Harp a siete años de prisión y a Ledet a seis años y medio. Sus familias también indemnizaron a la familia de la víctima, una práctica común en Japón.

## Consecuencias
Los tres acusados cumplieron sus penas de prisión en Japón y fueron puestos en libertad en 2003. También fueron licenciados sin honor de las fuerzas armadas.
Tras la puesta en libertad, Rodrico Harp criticó las condiciones carcelarias de Japón y dijo que los trabajos forzados de ensamblaje de productos electrónicos que tuvo que hacer equivalían a trabajos esclavos.
Ledet, que había alegado no haber violado a la niña, murió en 2006 en un aparente homicidio-suicidio en Estados Unidos. Fue hallado en el piso de Lauren Cooper, una estudiante de tercer año de la Universidad Estatal de Kennesaw a la que conocía, a quién había agredido sexualmente y estrangulado hasta la muerte. Posteriormente, procedió a quitarse la vida cortándose las venas con un cuchillo a la altura de los codos.
En Japón, el crimen sigue en la memoria colectiva y aún tiene implicaciones políticas. En diciembre de 2011, el ministro de Defensa Yasuo Ichikawa fue sometido a una moción de censura por el Partido Liberal Democrático por desconocer los detalles de la violación. Esto se añadió a unas declaraciones de su subordinado Satoshi Tanaka ante periodistas en un bar, en las que utilizó eufemismos para «agresión sexual» para discutir sobre el traslado de la base aérea de Futenma. Tanaka fue cesado de su puesto de director de la Oficina de Defensa de Okinawa, y, en la reorganización del gabinete del 13 de enero de 2012, Ichikawa fue sustituido por Naoki Tanaka.